# Фелекзаде, Мирза Мухаммедхасан
Мирза Мухаммедхасан Фелекзаде (азерб. Mirzə Məhəmmədhəsən Fələkzadə; 1851, Шемахы, Шемахинский уезд, Шемахинская губерния, Российская империя — 1917, Шемахы, Шемахинский уезд, Шемахинская губерния, Российская империя) — азербайджанский поэт и ханенде XIX—XX веков, член литературного общества «Бейтус-сафа».

## Биография
Мирза Мухаммедхасан родился в 1851 году в городе Шемахе в квартале Сарыторпаг в семье бедного кожевника. Первое образование он получил в медресе, где выучил персидский и арабский языки. Стать ханенде было самой большой мечтой Мухаммедхасана, у которого с детства был хороший голос. Большую роль в осуществлении этой мечты сыграл известный ширванский ханенде Кербелаи Акбер. Кербелаи Акбер жил во дворце известного музыковеда Махмуд-аги. Однажды он услышал голос Мухаммедахасана, жившего недалеко от дворца, и был поражен его талантом. Он решил встретиться и поговорить с отцом ребенка. Он посоветовал отцу разрешить сыну заниматься музыкой. Акбер стал учителем молодого Мухаммедхасана и научил его мугаму и таснифу. 35 лет своей жизни он был ханенде и внёс вклад в развитие азербайджанской музыки. Мирза Мухаммедахасан скончался в 1917 году в Шемахе.

## Творчество
Голос и исполнительское искусство Мирзы Махаммадхасана привлекли внимание многих выдающихся деятелей культуры своего времени. Поэт Сеид Азим Ширвани, также восхищался голосом музыканта и дал ему высокую оценку. Однажды весной Сеид Азим гулял по садам Шемахы, когда услышал голос Мирзы Мухаммедахасана, посвятил ему стихотворение. Известный ханенде Джаббар Карьягдыоглу также высоко оценил певческое мастерство Мирзы Махаммадхасана. В своих воспоминаниях он выразил свои впечатления о встрече с ним: «Я видел Мухаммадхасана в 1888 году, когда был в Баку на свадьбе детей Хаджи Али Аббаса Шемахинского. Он приехал на свадьбу с таристом Топалом Мухаммедгулу. Я также участвовал в той свадьбе в течение четырех ночей с моим другом таристом Садиком. Я узнал, что он очень хорошо осведомлен и имеет красивый голос. Мазкур Мухаммедхасан завоевал симпатии всей общины тем, что был народным ханенде». Выдающийся просветитель Джамо Джебраилбейли также вспоминает, какое хорошее впечатление произвело на него пение Мухаммадхасана: «Это был конец XIX века. Мне было 10-12 лет, это была свадьба одного из моих близких родственников. Свадьбу вел Мирза Мухаммадхасан, известный ханенде того времени. Я впервые увидел его на этой свадьбе. Я очень увлекался народной музыкой, мугамом, особенно игрой на таре. Пения знаменитого ханенде и игры не менее известного тариста Мехдигулу я ждал с замиранием сердца. Я хорошо это помню. Гости праздника попросили Мирзу спеть «Чахаргях». Свой мугам «Чахаргях» Мирза начал со знаменитого мухаммаса, начавшегося со стихов Сеида Азима Ширвани…». В 1916 году была издана книга Мухаммедахасана «Nalə» («Вопль»), которую он писал в тяжелые дни жизни. Она включает в себя предисловие, маснави, состоящий из 192 полустиший, газель с редифом «Desinlər» («Пусть говорят») из девяти бейтов.